# Craig Chester
Craig Chester (nacido el 8 de noviembre de 1965) es un actor, escritor y guionista estadounidense.

## Primeros años
Chester nació en West Covina, California, hijo de Cecil, cantante principal de la banda de rock "Whiskey", y Linda, ama de casa. Se mudó con su familia a Carrollton, Texas, a la edad de doce años cuando su padre aceptó un trabajo corporativo en Nestlé. A los quince años, a Chester le diagnosticaron la deformidad facial congénita Síndrome de cara larga. El síntoma más llamativo de esta afección es una longitud de la parte inferior del rostro excesivamente larga. A los dieciocho años, Chester pasó un año sometido a múltiples cirugías reconstructivas. Chester se mudó a la ciudad de Nueva York en 1985, con una nueva cara, para estudiar en la American Academy of Dramatic Arts. Después de graduarse, actuó en varias producciones teatrales en Nueva York, incluida una obra escrita por Joanne Woodward quien, al notar su estilo de actuación naturalista, animó a Chester a seguir una carrera en el cine.

## Carrera
El debut actoral de Chester fue en el largometraje Swoon, una versión contemporánea del infame caso de asesinato de Leopold y Loeb, que le valió a Chester una nominación al premio Independent Spirit como Mejor Actor. Janet Maslin de The New York Times describió la película como "deslumbrante". Peter Travers de Rolling Stone describió a Swoon como "una gran película... inquietante y visionaria". Chester pasó a actuar en una serie de películas independientes aclamadas por la crítica. Ha sido abiertamente gay desde el inicio de su carrera, algo poco común en ese momento.
Como resultado, St. Martin's Press se acercó a Chester para escribir sobre su vida y sus experiencias. Sus memorias Why the Long Face?: The Adventures of a Truly Independent Actor se publicó en 2003. En 2009, Showtime optó por el libro con Chester preparado para adaptarlo a un piloto de televisión con Don Roos, Dan Bucatinsky y Lisa Kudrow como productores. Publishers Weekly describió Why The Long Face como "ingenioso y absorbente", siendo Chester un "narrador atractivo con una voz fresca". Kirkus Reviews describió las memorias de Chester como una "autobiografía intrigante de punto medio que seguramente despertará curiosidad sobre lo que nos depara la próxima mitad".
Chester pasó a escribir guiones con Adam & Steve, que también dirigió y protagonizó con Parker Posey, Chris Kattan y Malcolm Gets.  La película se estrenó el 24 de abril de 2005. Escribiendo para The Village Voice, Melissa Levine describió el debut del guionista y director Chester como “verdaderamente divertido”, mientras que Ronnie Scheib de Variety elogió su actuación: “El Adam de Chester, capaz sin esfuerzo de deslizarse del baño al patetismo y viceversa sin nada de la zalamera zalamera del humanismo de las comedias de situación, es una maravilla del ritmo cómico matizado”. Chuck Wilson, que escribe para LA Weekly, describió la película como "algo que seguramente hará reír a John Waters de alegría". Adam & Steve desde entonces ha desarrollado un culto de seguidores.
Desde que adaptó su libro para Showtime, Chester ha estado escribiendo para televisión. Escribió para la séptima temporada de la exitosa serie de HBO, True Blood y ha desarrollado pilotos con NBC y Ryan Seacrest para E! entre otros. En la edición del 5 de junio de 2013 de “Moth Radio Hour” de NPR, Chester contó cómo lo ha perseguido el actor nominado al Premio Óscar, Montgomery Clift, quien ha estado muerto durante más de 40 años.
En 2021, Chester compartió que había estado sin hogar durante varios meses, a partir de mediados de 2019.

## Filmografía
| Año       | Título                        | Papel                    | Notas                     |
| --------- | ----------------------------- | ------------------------ | ------------------------- |
| 1992      | Swoon                         | Nathan Leopold Jr.       |                           |
| 1993      | Grief                         | Mark                     |                           |
| 1994      | Out of Darkness               | Bill                     | Película de televisión    |
| 1995      | Frisk                         | Henry                    |                           |
| 1996      | Yo disparé a Andy Warhol      | Fred Hughes              |                           |
| 1997      | David Searching               | Chico de Mercedes        |                           |
| 1997      | Kiss Me, Guido                | Terry                    |                           |
| 1998      | The Misadventures of Margaret | Richard Lane             |                           |
| 1998      | Shucking the Curve            | Steven                   |                           |
| 1999      | Charlie!                      |                          |                           |
| 2001      | The Anniversary Party         | Invitado de la fiesta    |                           |
| 2001      | Circuit                       | Cliente de fiesta blanco |                           |
| 2001      | The Experience Box            | Ryan                     |                           |
| 2001      | Sex and the City              | Oficinista de Hermes     | "Coulda, Woulda, Shoulda" |
| 2002      | Bumping Heads                 | Craig                    | Cortometraje              |
| 2002      | Law & Order: Criminal Intent  | Thor, Derek              | Serie de televisión       |
| 2003      | The Look                      | Henrik                   |                           |
| 2003      | Quintessence                  | Thomas                   | Cortometraje              |
| 2004      | Anonymous                     | Auditor                  |                           |
| 2004      | Out on the Edge               |                          | Escritor                  |
| 2005      | Adam & Steve                  | Adam Bernstein           | Actor, escritor, director |
| 2007      | Save Me                       |                          | Escritor                  |
| 2007–2008 | The Big Gay Sketch Show       |                          | Escritor (9 episodios)    |
| 2008      | Pedro                         | Consejero                |                           |
| 2013      | Kill Your Darlings            | Empresario               |                           |
| 2018      | True Blood                    |                          | Escritor (2 episodios)    |
| 2018      | Insatiable                    |                          | Escritor (1 episodio)     |
| 2021      | Cam Boy                       | Wegman                   |                           |